# AND1
AND1 (And One) é uma empresa americana especializada em tênis, vestuários e artigos esportivos para basquetebol. Fundada em 13 de agosto de 1993, a sede da empresa estava localizada em Paoli, na Pensilvânia, antes de ser transferida para Aliso Viejo, Califórnia.
Mais de 20% dos jogadores da National Basketball Association (NBA) dos Estados Unidos vestem AND1 inclusive os NBA All-Stars, Stephon Marbury, Ben Wallace, a estrela do AND1 Mix Tape Volume 1, Rafer Alston e Jason "White Chocolate" Williams.
Destaque para Stephon Marbury, que em meados de 1996 foi a primeira estrela da NBA a ser patrocinado pela AND1.

## História
Em 1993, a AND1 começou de uma parceria entre Jay Coen Gilbert, Seth Berger, e Tom Austin, enquanto eles eram estudantes da Universidade de Wharton School da Pensilvânia. O nome da empresa é derivado de uma frase usada pelas emissoras americanas nas transmissões de basquete: quando um jogador sofre falta e faz a cesta, ganha o direito de arremessar mais um lance livre, assim consideravam Dois e "E um" ("And 1" no inglês). A marca começou com a venda de camisetas na parte de trás de um carro, mas pegou fogo imediatamente. estratégias de publicidade eram utilizadas para distinguir seus produtos dos outros, incluídos outros slogans de basquete e conversas fiada relacionadas ao jogo, como "Pass. Save Yourself The Embarrassment".
No final de 1998, uma fita de vídeo contendo cenas de streetball foi entregue para a AND1 por Marquise Kelly, treinador da equipe High school Benjamin Cardozo, em Queens, Nova York. A fita continha imagens com baixa resolução e áudio quase indecifrável, que caracterizam um streetballer pelo nome de Rafer Alston. Na época, Alston era um estudante no estado de Fresno, essa fita de vídeo logo seria conhecida como "Skip Tape", referindo-se ao apelido streetball de Alston "Skip to my Lou". Logo depois Alston assinou o seu primeiro contrato de patrocínio da AND1.
Em 1999 no Haverford College, em Philadelphia, a AND1 disparou sua primeira série de comerciais e anúncios impressos, que contavam com jogadores da NBA como, Darrell Armstrong, Rex Chapman, Ab Osondu, Raef Lafrentz, Toby Bailey e Miles Simon. A campanha de marketing tradicional não foi bem sucedida, então foi formada uma estratégia para usar o "Skip Tape". O "Tape" foi editado e reproduzido em 50.000 cópias, depois distribuíram em quadras de basquetebol, clínicas e gravadoras. A fita se tornaria o primeiro "Mix Tape", e rapidamente fez Alston uma celebridade.
Em comemoração ao aniversário de 20 anos, a marca sediou o evento AND1 Labor Day Summer Remix, na Universidade Temple, em Philadelphia com prêmios de $100,000 para os vencedores do torneio de basquete e $10.000 para o vencedor do campeonato de enterradas.
A AND1 revolucionou totalmente o mundo do basquete e do Streetball, criando muitos fãs em todos os lugares dos Estados Unidos e do Mundo.

## AND1 Mixtape Tour
A AND1 juntamente com a B-Ball and Company, organiza turnês, denominadas "Mixtapes Tours", que são competições de basquete, viagem e apresentações, os jogos tendem a ser caracterizados com lances de 'um contra um", controle de bola, enterradas acrobáticas e algumas com pontes aéreas incríveis. Nessas "Mixtapes", eles percorrem algumas cidades americanas até chegarem no "Mixtape World Tour", no qual vão para fora do país, a equipe AND1 conta com jogadores famosos no Streetball, como Skip to My Lou, Main Event, Baby Shack, The Professor, Hot Sauce, Spyda, 50, AO.
O recrutamento para chegar na AND1 começa primeiro nos Simple Main Event, que são jogos entre os que se inscrevem para participar. Os cinco que se destacam, vão para o Main Event principal que é contra o time da AND1. Dos cinco jogadores, dois são escolhidos para continuar a turnê até a próxima cidade, se ele se destacar também na próxima cidade, ele passa para a próxima e assim por diante, até chegar na última cidade do Mixtape Tour, onde ele receberá a notícia de entrou ou não para a AND1.
- AND1 Mixtape Vol. 1 - Conhecido também como o volume "Skip Mixtape", porque foi focado principalmente em Rafer Alston "Skip to My Lou". Neste volume "Skip to My Lou" lançou as bases para o que AND1 é hoje.
- AND1 Mixtape Vol. 2 - Este volume apresentava uma qualidade melhor de vídeo e som do que o anterior e a equipe da AND1 apresentava uma organização superior também, marcou a entrada de jogadores AND1, como Waliyy Dixon "Main Event", "1/2 Man 1/2 Incrível", "Speedy", Shane "The Drible Machine" e Tim Gittens "Headache". Futuros Streetballers famosos também jogaram neste Mixtape. Todos os jogos nesta fita foram filmados em New York City e Linden, New Jersey.
- AND1 Mixtape Vol. 3 - Foi a introdução do jogador Philip Champion "Hot Sauce",um dos jogadores AND1 que revolucionou o Streetball com suas habilidades e de Aaron Owens "AO". Este volume podia ser obtido através da compra de um par de tênis AND1.
- AND1 Mixtape Vol. 4 - Foi o primeiro volume a documentar o real "AND1 Mixtape Tour". A excursão visitou quatro cidades: Los Angeles, Chicago, Washington D. C. e New York City. O jogador Robin Kennedy "Sik Wit It" saiu de Los Angeles e Antoine Howard "Flash" saiu de Chicago.
- AND1 Mixtape Vol. 5 - Foi a re-introdução de Rafer Alston "Skip 2 My Lou". Alston estava jogando a Divisão I de basquete, pela Universidade Estadual de Fresno e vinha ficando fora das equipes AND1 ao longo dos últimos três anos, o Volume 5 marcou seu retorno.
- AND1 Mixtape Vol. 6 - No Volume 6, a AND1 visitou Los Angeles, Chicago, Filadélfia e Nova York. Este Volume marcou a entrada da lenda Tyrone "Alimoe" Evans "The Black Widow". "Alimoe impressionou as pessoas com a manipulação de bola, movimentação e com suas enterradas. Este Volume também introduziu Troy "Escalade" Jackson e foi o ano em que ele conseguiu um contrato com a equipe AND1.
- AND1 Mixtape Vol. 7 - O Volume 7 documentou o ano em que a excursão da AND1 Mixtape realmente decolou. Cada jogo ocorreu em arenas da NBA e os melhores talentos locais foram encontrados nas Pistas Abertas. Foi também o ano em que Grayson Boucher "The Professor" foi encontrado no Portland, Oregon Open Run. O professor passou por todas as paradas da turnê, antes de ser nomeado o vencedor e mais novo membro da equipe AND1. Dennis Chism" Spyda", Robert Andre Svingen "Swing" e John Humphrey "Helicopter", foram os outros dois finalistas, juntamente com o Professor. Tony Jones "Go Get It" também teve destaque nesta fita, pois ele jogou na equipe adversária e acabou ganhando um lugar na equipe. Também teve a aparição do ex-jogador Shaquille O'Neal.
- AND1 Mixtape Vol. 8: Back on the Block - Back on the Block contou com um monte de "Crash the Court" são cenas em que a equipe AND1 vai para Streetball hot spots e joga contra os talentos locais.
- AND1 Mixtape Vol. 9: Area Codes - Este volume mostra a cidade natal e a casa de cada membro da equipe AND1. Tudo começou em Filadélfia na Costa Leste com Aaron "AO" Owens, com Kenny Brunner "Bad Santa" e Jerry Dupree "The Assassin" em Los Angeles, na costa oeste. Este Volume mostrou também a entrada dos jogadores AND1  Andre Poole AKA "Sylk" e Hugh Jones "Baby Shack".
- AND1 Mixtape X: The United Streets of America - O Volume mais recente, AND1 Mixtape X celebra uma década do domínio streetball pela AND1. Mostra imagens das Nações Streets da Turnê americana. Introduz Jamal Nelson "Springs" e Antwan Scott "8ª Wonder," bem como o retorno de "Hot Sauce". Este passeio também contou com o ex-Boston Celtics Carlos Arroyo.[3]

## Vídeo Games
Em 2001 a EA Sports lançou o game NBA Street,que contava com enterradas e passes no estilo AND1, mas foi licenciado da NBA. Em 2002, a Activision anunciou o primeiro game da AND1,chamado Street Hoops, com participações de jogadores AND1. A Gameloft também lançou um jogo para celular baseado na franquia AND1. E em 2006 foi lançado o AND1 Streetball para PlayStation 2 e Xbox, desenvolvido pela Black Ops Entertainment e publicado pela Ubisoft. O jogo foi lançado em 6 de junho, em conjunto com a AND1 Mixtape Tour, apesar de não ser o primeiro jogo para caracterizar os jogadores e o AND1 Streetball é oficialmente licenciado pela empresa, inclui a lista de jogadores de 2005, bem como o DJ Duke Tango.
O jogo apresenta um modo história espelhamento da série "Streetball" na ESPN, onde os jogadores são capazes de criar seu próprio jogador de basquete e entrar na AND 1 Mix Tape Tour, a fim de obter um contrato com a equipe AND1. Ao longo do caminho, os jogadores são capazes de criar seus próprios truques e movimentos estilizados.E atualmente teve a criaçao do nba playground um jogo baseado no real mas de forma divertida em parceria com a 2k.